# BitDefender
BitDefender é uma empresa de segurança na Internet que produz software antivírus e outros serviços fundada na Romênia em 2001.

## Antivírus
O antivírus desenvolvido pela BitDefender já teve as seguintes versões:
- BitDefender Free Edition (2013 - esta versão fornece proteção Antivírus e Antispyware.[3]
- BitDefender Antivírus Plus (2015) - Esta versão fornece proteção proativa contra os vírus mais recentes, spyware e roubo de identidade. Tudo isso por meio de um painel de fácil utilização e personalizável.[4]
- BitDefender Internet Security (2015) - esta versão oferece aos usuários grande ligação com a Internet. Possui uma proteção de última geração contra ataques pela Web e desempenho mais rápido para jogos online. É de grande utilidade para os pais que desejam ter algum controle, por menor que seja, sobre os locais e arquivos acessados por seus filhos.[5]
- BitDefender Total Security (2015) - Esta versão oferece uma proteção abrangente, proativa, manutenção do sistema e gerenciamento de rede, tudo sem desacelerar o desempenho do PC/Desktop.[6]
- BitDefender Advanced Business Security (2017) - Sua versão 2017 recebeu um dos melhores sistemas de proteção.[7]

## Controvérsias

### Trojan.FakeAlert.5
Em 20 de março de 2010, computadores executando o Bitdefender em versões de 64 bits do Windows foram afetados por uma atualização com defeito que classificou todos os programas executáveis, bem como arquivos dll como infectados. Esses arquivos foram todos marcados como 'Trojan.FakeAlert.5' e foram movidos para a quarentena. Essa ação levou a falhas de software e sistemas que afetaram usuários em todo o mundo. Os representantes da Bitdefender anunciaram a remoção da atualização defeituosa e uma solução alternativa para os usuários afetados, exceto para aqueles que usam a versão 2008.